# Frank Edgar Scobey
Frank Edgar Scobey (1866-1931) est directeur de la Monnaie des États-Unis de 1922 à 1923.

## Biographie
Frank Edgar Scobey naît dans le comté de Miami, en Ohio, le 27 février 1866. Il est le fils de William Scobey et de Martha J. (Vandeveer) Scobey. Il fréquente les écoles publiques de Troy, en Ohio.
Après l'école, Scobey obtient un poste d'agent à Troy pour Standard Oil. Plus tard, il tombe malade et vend son entreprise. Il passe trois années entières à voyager pour tenter d'améliorer sa santé, passant l'hiver en Floride et au Texas. Il épouse Mayme Barrington de Covington, Ohio, le 7 mai 1889. En 1894, il crée une entreprise de livrées avec son oncle, J. F. Vandeveer.
Dans sa jeunesse, Scobey est actif au sein du parti républicain du comté de Miami. En 1897, il est élu shérif du comté de Miami. Il est réélu et reste en poste jusqu'à sa démission en janvier 1902.
Partisan du sénateur américain Joseph B. Foraker, Scobey devient greffier du Sénat de l'Ohio grâce à l'influence de Foraker. Pendant cette période, Scobey devient un ami personnel de Warren G. Harding, qui est membre du Sénat de l'Ohio de 1899 à 1903. Scobey entretient une correspondance avec Harding même après son déménagement à San Antonio en 1907 pour fonder la Scobey Fireproof Storage Co.
Lorsque Harding devient président des États-Unis lors de l'élection présidentielle de 1920, il nomme Scobey directeur de la Monnaie des États-Unis. Il occupe ce poste de mars 1922 à septembre 1923.
Scobey est décédé à San Antonio le 7 février 1931. Il est enterré à Troy en Ohio.